# Luis de Velasco
Luis de Velasco, španski konkvistador, * 1511, † 31. julij 1564.
Velasco je bil podkralj Nove Španije (1550-1564).